# 磯辺篤彦
磯辺 篤彦（いそべ あつひこ、1964年 - ）は、九州大学応用力学研究所主幹教授。マイクロプラスチック研究の第一人者。

## 来歴
滋賀県生まれ。滋賀県立高島高等学校卒業。
1986年愛媛大学工学部卒業、1988年愛媛大学大学院工学研究科修士課程修了。1994年2月、東京大学より博士（理学）。
1988年株式会社エコー入社。1990年4月水産大学校助手、1994年11月九州大学総合理工学研究院助教授、2007年同准教授、2008年愛媛大学沿岸環境科学センター教授、2014年九州大学応用力学研究所附属大気海洋環境研究センター教授。
2018年環境省漂着ゴミプロジェクト代表。